# Moteur Rush
Le moteur Rush est un moteur thermique automobile à combustion interne, essence quatre temps, avec 4 cylindres en ligne chemisés, bloc en fonte, refroidi par eau, doté d'un vilebrequin 5 paliers, avec arbre à cames latéral avec culbuteurs et tiges de culbuteurs, commandé par une chaîne de distribution, une culasse en aluminium, 8 soupapes en tête, développé et produit par Simca au début des années 1960.

## Histoire
Le moteur « Rush » est une évolution du moteur « Flash », qui adopte un vilebrequin à 5 paliers. Il apparaît en 1961 sur la Simca Aronde P60.

## Les différentes cylindrées[1]
| Types moteurs | 312-5 - 312 M |
| ------------- | ------------- |
| Cylindrée     | 1 290 cm3     |
| Alésage (mm)  | 74            |
| Course (mm)   | 75            |